# Leigh Whannell
Leigh Whannel, född 17 januari 1977 i Melbourne, är en australisk skådespelare, manusförfattare och filmproducent.
Whannel är manusförfattaren bakom de tre första Saw-filmerna. Träffade James Wan (regissör för Saw-filmerna) när de studerade på filmskolan i Melbourne. Han hade också en liten roll i filmen Matrix Reloaded och i spelet Enter the Matrix som Axel. Han är förmodligen mest känd som Adam Faulkner i thrillern Saw och Saw III.

## Filmografi

### Skådespelare
- Stygian (2000) - Clown
- The Matrix Reloaded (2003) - Axel
- Razors Eaters (2003) - Nick. D
- Saw - David
- One Perfect Day (2004) - Chris
- Saw (2004) - Adam Faulkner
- Saw III (2006) - Adam Faulkner
- Death Sentence (2007) - Spink
- Insidious (2011) - Specs
- 2013 – Crush
- Insidious: Chapter 2 (2013) - Specs
- Insidious: Chapter 3 (2015) - Specs

### Producent
- Saw II (2005)
- Saw III (2006)
- Saw IV (2007)

### Manusförfattare
- Saw (2004)
- Saw II (2005)
- Saw III (2006)
- Dead Silence (2007)
- Insidious (2011)
- Insidious: Chapter 2 (2013)
- Insidious: Chapter 3 (2015)
- 2020 – The Invisible Man